# Danh sách chư hầu vương Tây Hán
Danh sát này liệt kê các chư hầu vương của triều Tây Hán.
Trong trường hợp một chư hầu quốc bị trừ bỏ vì các lý do như mưu phản, phạm tội, hay không có người thừa kế, bảng liệt kê sẽ chấm dứt. Nếu sau đó có một chư hầu quốc khác được phong có cùng tên thì được ghi trong bảng mới.

## Sở quốc

### Sở quốc (201 TCN-68 TCN)
| Thứ                              | Thụy hiệu       | Danh tính      | Số năm tại vị | Thời gian tại vị | Ghi chú                            |
| Sở quốc Tây Hán (201 TCN-68 TCN) |                 |                |               |                  |                                    |
| 1                                | Hoài Âm hầu     | Hàn Tín        | 2             | 202 TCN－201 TCN | chư hầu vương khác họ              |
| 2                                | Sở Nguyên vương | Lưu Giao       | 23            | 201 TCN－178 TCN | em trai thứ tư của Cao Đế Lưu Bang |
| 3                                | Sở Di vương     | Lưu Dĩnh Khách | 4             | 178 TCN－174 TCN | con trai của Lưu Giao              |
| 4                                | Sở vương        | Lưu Mậu        | 21            | 174 TCN－153 TCN | con trai của Lưu Dĩnh Khách        |
| 5                                | Sở Văn vương    | Lưu Lễ         | 3             | 153 TCN－150 TCN | con trai của Lưu Giao              |
| 6                                | Sở An vương     | Lưu Đạo        | 22            | 150 TCN－128 TCN | con trai của Lưu Lễ                |
| 7                                | Sở Tương vương  | Lưu Chú        | 12            | 128 TCN－116 TCN | con trai của Lưu Đạo               |
| 8                                | Sở Tiết vương   | Lưu Thuần      | 16            | 116 TCN－100 TCN | con trai của Lưu Chú               |
| 9                                | Sở vương        | Lưu Diên Thọ   | 32            | 100 TCN－68 TCN  | con trai của Lưu Thuần             |

### Sở quốc (50 TCN-9)
| Thứ                        | Thụy hiệu     | Danh tính          | Số năm tại vị | Thời gian tại vị | Ghi chú                               |
| Sở quốc Tây Hán (50 TCN-9) |               |                    |               |                  |                                       |
| 1                          | Sở Hiếu vương | Lưu Hiêu           | 28            | 50 TCN－24 TCN   | con trai thứ ba của Tuyên Đế Lưu Tuân |
| 2                          | Sở Hoài vương | Lưu Văn/Lưu Phương | 1             | 24 TCN－23 TCN   | con trai của Lưu Hiêu                 |
| 3                          | Sở Tư vương   | Lưu Diễn           | 21            | 23 TCN－2 TCN    | con trai của Lưu Hiêu                 |
| 4                          | Sở vương      | Lưu Hu             | 10            | 2 TCN－9         | con trai của Lưu Diễn                 |

## Kinh quốc
| Thứ                                      | Thụy hiệu  | Danh tính | Số năm tại vị | Thời gian tại vị | Ghi chú                       |
| Kinh quốc thời Tây Hán (201 TCN-195 TCN) |            |           |               |                  |                               |
| 1                                        | Kinh vương | Lưu Giả   | 6             | 201 TCN－195 TCN | anh em cùng ông bà với Cao Đế |

## Ngô quốc
| Thứ                                     | Thụy hiệu | Danh tính | Số năm tại vị | Thời gian tại vị | Ghi chú                                      |
| Ngô quốc thời Tây Hán (195 TCN-153 TCN) |           |           |               |                  |                                              |
| 1                                       | Ngô vương | Lưu Tị    | 42            | 195 TCN－153 TCN | cháu của Cao Đế (con trai của nhị ca Lưu Hỉ) |

## Yên quốc

### Yên quốc (202 TCN-181 TCN)
| Thứ                                     | Thụy hiệu      | Danh tính | Số năm tại vị | Thời gian tại vị | Ghi chú                   |
| Yên quốc thời Tây Hán (202 TCN-181 TCN) |                |           |               |                  |                           |
| 1                                       | Yên vương      | Tạng Đồ   | 1             | 202 TCN－202 TCN | chư hầu vương khác họ     |
| 2                                       | Yên vương      | Lư Quán   | 7             | 202 TCN－195 TCN | chư hầu vương khác họ     |
| 3                                       | Yên Linh vương | Lưu Kiến  | 15            | 195 TCN－181 TCN | con trai thứ 8 của Cao Đế |

### Yên quốc (180 TCN-180 TCN)
| Thứ                                     | Thụy hiệu | Danh tính | Số năm tại vị | Thời gian tại vị | Ghi chú            |
| Yên quốc thời Tây Hán (180 TCN-180 TCN) |           |           |               |                  |                    |
| 1                                       | Yên vương | Lã Thông  | 1             | 180 TCN－180 TCN | cháu họ của Lã hậu |

### Yên quốc (179 TCN-127 TCN)
| Thứ                                     | Thụy hiệu       | Danh tính     | Số năm tại vị | Thời gian tại vị | Ghi chú                       |
| Yên quốc thời Tây Hàn (179 TCN-127 TCN) |                 |               |               |                  |                               |
| 1                                       | Yên Kính vương  | Lưu Trạch     | 2             | 179 TCN－178 TCN | anh em cùng ông bà với Cao Đế |
| 2                                       | Yên Khang vương | Lưu Gia       | 26            | 177 TCN－151 TCN | con trai cử Lưu Trạch         |
| 3                                       | Yên vương       | Lưu Định Quốc | 24            | 151 TCN－127 TCN | con trai Lưu Gia              |

### Yên quốc (117 TCN-80 TCN)
| Thứ                                    | Thụy hiệu     | Danh tính | Số năm tại vị | Thời gian tại vị | Ghi chú                             |
| Yên quốc thời Tây Hán (117 TCN-79 TCN) |               |           |               |                  |                                     |
| 1                                      | Yên Lạt vương | Lưu Đán   | 37            | 117 TCN－80 TCN  | con trai thứ ba của Vũ Đế Lưu Triệt |

## Quảng Dương quốc
| Thứ                                      | Thụy hiệu                | Danh tính | Số năm tại vị | Thời gian tại vị | Ghi chú                        |
| Quảng Dương quốc thời Tây Hán (73 TCN-9) |                          |           |               |                  |                                |
| 1                                        | Quảng Dương Khoảnh vương | Lưu Kiến  | 29            | 73 TCN－44 TCN   | con trai của Yên vương Lưu Đán |
| 2                                        | Quảng Dương Mục vương    | Lưu Thuấn | 21            | 44 TCN－23 TCN   | con trai của Lưu Kiến          |
| 3                                        | Quảng Dương Tư vương     | Lưu Hoàng | 21            | 23 TCN－3 TCN    | con trai của Lưu Thuấn         |
| 4                                        | Quảng Dương vương        | Lưu Gia   | 12            | 3 TCN－9         | con trai của Lưu Hoàng         |

## Tề quốc

### Tề quốc (203 TCN-125 TCN)
| Thứ                                      | Thụy hiệu         | Danh tính     | Số năm tại vị | Thời gian tại vị | Ghi chú                    |
| Tề quốc thời Tây Hán （203 TCN-125 TCN） |                   |               |               |                  |                            |
| 1                                        | Hoài Âm hầu       | Hàn Tín       | 1             | 203 TCN－202 TCN | ch] hầu vương khác họ      |
| 2                                        | Tề Điệu Huệ vương | Lưu Phì       | 13            | 201 TCN－188 TCN | con trai trưởng của Cao Đế |
| 3                                        | Tề Ai vương       | Lưu Tương     | 10            | 188 TCN－178 TCN | con trai của Lưu Phì       |
| 4                                        | Tề Văn vương      | Lưu Tắc       | 14            | 178 TCN－164 TCN | con trai của Lưu Tương     |
| 5                                        | Tề Hiếu vương     | Lưu Thương Lư | 11            | 164 TCN－153 TCN | con trai của Lưu Phì       |
| 6                                        | Tề Ý vương        | Lưu Thọ       | 23            | 153 TCN－130 TCN | con trai của Lưu Thương Lư |
| 7                                        | Tề Lệ vương       | Lưu Thứ Xương | 5             | 130 TCN－125 TCN | con trai của Lưu Thọ       |

### Tề quốc (117 TCN－110 TCN)
| Thứ                                     | Thụy hiệu     | Danh tính | Số năm tại vị | Thời gian tại vị | Ghi chú           |
| Tề quốc thời Tây Hán (117 TCN－110 TCN) |               |           |               |                  |                   |
| 1                                       | Tề Hoài vương | Lưu Hoành | 8             | 117 TCN－110 TCN | con thứ của Vũ Đế |

## Tế Bắc quốc

### Tế Bắc quốc (178 TCN-176 TCN)
| Thứ                                          | Thụy hiệu    | Danh tính   | Số năm tại vị | Thời gian tại vị | Ghi chú                                |
| Tế Bắc quốc thời Tây Hán （178 TCN-176 TCN） |              |             |               |                  |                                        |
| 1                                            | Đông Mưu hầu | Lưu Hưng Cư | 2             | 178 TCN－176 TCN | con trai của Tề Điệu Huệ vương Lưu Phì |

### Tế Bắc quốc (164 TCN-86 TCN)
| Thứ                                       | Thụy hiệu          | Danh tính | Số năm tại vị | Thời gian tại vị | Ghi chú                                |
| Tế Bắc quốc thời Tây Hán (164 TCN—86 TCN) |                    |           |               |                  |                                        |
| 1                                         | Tế Bắc Trinh vương | Lưu Bột   | 13            | 164 TCN－151 TCN | con trai của Hoài Nam vương Lưu Trường |
| 2                                         | Tế Bắc Thành vương | Lưu Hồ    | 54            | 151 TCN－97 TCN  | con trai của Lưu Bột                   |
| 3                                         | Tế Bắc vương       | Lưu Khoan | 11            | 97 TCN－86 TCN   | con trai của Lưu Hồ                    |

## Tế Nam quốc
| Thứ                                        | Thụy hiệu | Danh tính      | Số năm tại vị | Thời gian tại vị | Ghi chú                                |
| Tế Nam quốc thời Tây Hán (164 TCN-153 TCN) |           |                |               |                  |                                        |
| 1                                          | Lặc hầu   | Lưu Tích Quang | 11            | 164 TCN－153 TCN | con trai của Tề Điệu Huệ vương Lưu Phì |

## Giao Tây quốc
| Thứ                                          | Thụy hiệu         | Danh tính | Số năm tại vị | Thời gian tại vị | Ghi chú                                |
| Giao Tây quốc thời Tây Hán (164 TCN-106 TCN) |                   |           |               |                  |                                        |
| 1                                            | Bình Xương hầu    | Lưu Ngang | 11            | 164 TCN－153 TCN | con trai của Tề Điệu Huệ vương Lưu Phì |
| 2                                            | Giao Tây Vu vương | Lưu Đoan  | 47            | 153 TCN－106 TCN | con trai thứ 8 của Cảnh Đế Lưu Khải    |

## Giao Đông quốc
| Thứ                                         | Thụy hiệu              | Danh tính      | Số năm tại vị | Thời gian tại vị | Ghi chú                                          |
| Giao Đông quốc thời Tây Hán (164 TCN-1 TCN) |                        |                |               |                  |                                                  |
| 1                                           | Bạch Thạch hầu         | Lưu Hùng Cừ    | 11            | 164 TCN－153 TCN | con trai của Tề Điệu Huệ vương Lưu Phì           |
| 2                                           | Hiếu Vũ hoàng đế       | Lưu Triệt      | 5             | 153 TCN－148 TCN | con trai thứ 10 của Cảnh Đế, sau trở thành Vũ Đế |
| 3                                           | Giao Đông Khang vương  | Lưu Ký         | 28            | 148 TCN－120 TCN | con trai thứ 12 của Cảnh Đế                      |
| 4                                           | Giao Đông Ai vương     | Lưu Hiền       | 15            | 120 TCN－106 TCN | con trai của Lưu Ký                              |
| 5                                           | Giao Đông Đái vương    | Lưu Thông Bình | 24            | 106 TCN－82 TCN  | con trai của Lưu Hiền                            |
| 6                                           | Giao Đông Khoảnh vương | Lưu Âm         | 54            | 82 TCN－28 TCN   | con trai của Lưu Thông Bình                      |
| 7                                           | Giao Đông Cung vương   | Lưu Thụ        | 14            | 28 TCN－14 TCN   | con trai của Lưu Âm                              |
| 8                                           | Giao Đông vương        | Lưu Ân         | 13            | 14 TCN－1 TCN    | con trai của Lưu Thụ                             |

## Tri Xuyên quốc
| Thứ                                     | Thụy hiệu              | Danh tính    | Số năm tại vị | Thời gian tại vị | Ghi chú                                |
| Tri Xuyên quốc thời Tây Hán (164 TCN—9) |                        |              |               |                  |                                        |
| 1                                       | Vũ Thành hầu           | Lưu Hiền     | 11            | 164 TCN－153 TCN | con trai của Tề Điệu Huệ vương Lưu Phì |
| 2                                       | Tri Xuyên Ý vương      | Lưu Chí      | 26            | 153 TCN－129 TCN | con trai của Tề Điệu Huệ vương Lưu Phì |
| 3                                       | Tri Xuyên Tĩnh vương   | Lưu Kiến     | 20            | 129 TCN－109 TCN | con trai Lưu Chí                       |
| 4                                       | Tri Xuyên Khoảnh vương | Lưu Di       | 39            | 109 TCN－74 TCN  | con trai Lưu Kiến                      |
| 5                                       | Tri Xuyên Tư vương     | Lưu Chung Cổ | 28            | 74 TCN－46 TCN   | con trai của Lưu Di                    |
| 6                                       | Tri Xuyên Khảo vương   | Lưu Thượng   | 6             | 46 TCN－40 TCN   | con trai Lưu Chủng Cổ                  |
| 7                                       | Tri Xuyên Hiếu vương   | Lưu Hoành    | 31            | 40 TCN－9 TCN    | con trai Lưu Hướng                     |
| 8                                       | Tri Xuyên Hoài vương   | Lưu Hữu      | 6             | 9 TCN－3 TCN     | con trai Lưu Hoành                     |
| 9                                       | Tri Xuyên vương        | Lưu Vĩnh     | 12            | 3 TCN－9         | con trai Lưu Hữu                       |

## Thành Dương quốc
| Thứ                                        | Thụy hiệu                | Danh tính  | Số năm tại vị | Thời gian tại vị | Ghi chú                                |
| Thành Dương quốc thời Tây Hán (178 TCN-26) |                          |            |               |                  |                                        |
| 1                                          | Thành Dương Cảnh vương   | Lưu Chương | 2             | 178 TCN－176 TCN | con trai của Tề Điệu Huệ vương Lưu Phì |
| 2                                          | Thành Dương Cung vương   | Lưu Hỉ     | 33            | 176 TCN－143 TCN | con trai của Lưu Chương                |
| 3                                          | Thành Dương Khoảnh vương | Lưu Diên   | 26            | 143 TCN－177 TCN | con trai của Lưu Hỉ                    |
| 4                                          | Thành Dương Kính vương   | Lưu Nghĩa  | 9             | 177 TCN－108 TCN | con trai của Lưu Diên                  |
| 5                                          | Thành Dương Huệ vương    | Lưu Vũ     | 11            | 108 TCN－97 TCN  | con trai của Lưu Nghĩa                 |
| 6                                          | Thành Dương Hoang vương  | Lưu Thuận  | 46            | 97 TCN－51 TCN   | con trai của Lưu Vũ                    |
| 7                                          | Thành Dương Đái vương    | Lưu Khôi   | 8             | 51 TCN－43 TCN   | con trai của Lưu Thuận                 |
| 8                                          | Thành Dương Hiếu vương   | Lưu Cảnh   | 24            | 43 TCN－19 TCN   | con trai của Lưu Khôi                  |
| 9                                          | Thành Dương Ai vương     | Lưu Vân    | 5             | 19 TCN－14 TCN   | con trai của Lưu Cảnh                  |
| 10                                         | Thành Dương vương        | Lưu Lý     | 1             | 14 TCN           | con trai của Lưu Cảnh                  |

## Lã quốc
| Thứ                                    | Thụy hiệu    | Danh tính | Số năm tại vị | Thời gian tại vị | Ghi chú                                 |
| Lã quốc thời Tây Hán (187 TCN-181 TCN) |              |           |               |                  |                                         |
| 1                                      | Lã Túc vương | Lã Đài    | 1             | 187 TCN－186 TCN | cháu của Lã hậu (con trai của Lã Trạch) |
| 2                                      |              | Lã Gia    | 4             | 186 TCN－182 TCN | con trai của Lã Đài                     |
| 3                                      | Lương vương  | Lã Sản    | 1             | 182 TCN－181 TCN | em trai của Lã Đài                      |
| 4                                      | Lương vương  | Lưu Thái  | 1             | 181 TCN－181 TCN | con trái thứ 7 của Huệ Đế Lưu Doanh     |

## Hoài Nam quốc

### Hoài Nam quốc (203 TCN-173 TCN)
| Thứ                                          | Thụy hiệu         | Danh tính  | Số năm tại vị | Thời gian tại vị | Ghi chú                   |
| Hoài Nam quốc thời Tây Hán (203 TCN—173 TCN) |                   |            |               |                  |                           |
| 1                                            | Hoài Nam vương    | Anh Bố     | 7             | 203 TCN－196 TCN | chư hầu vương khác họ     |
| 2                                            | Hoài Nam Lệ vương | Lưu Trường | 23            | 196 TCN－173 TCN | con trai thứ 7 của Cao Đế |

### Hoài Nam quốc (164 TCN-121 TCN)
| Thứ                                          | Thụy hiệu    | Danh tính | Số năm tại vị | Thời gian tại vị | Ghi chú                                   |
| Hoài Nam quốc thời Tây Hán (164 TCN—121 TCN) |              |           |               |                  |                                           |
| 1                                            | Phụ Lăng hầu | Lưu An    | 43            | 164 TCN－121 TCN | con trai của Hoài Nam Lệ vương Lưu Trường |

## Lư Giang quốc
| Thứ                                          | Thụy hiệu      | Danh tính | Số năm tại vị | Thời gian tại vị | Ghi chú                                   |
| Lư Giang quốc thời Tây Hán (164 TCN—153 TCN) |                |           |               |                  |                                           |
| 1                                            | Hành Sơn vương | Lưu Tứ    | 11            | 164 TCN－153 TCN | con trai của Hoài Nam Lệ vương Lưu Trường |

## Hành Sơn quốc
| Thứ                                          | Thụy hiệu          | Danh tính | Số năm tại vị | Thời gian tại vị | Ghi chú                                   |
| Hành Sơn quốc thời Tây Hán (164 TCN—122 TCN) |                    |           |               |                  |                                           |
| 1                                            | Tế Bắc Trinh vương | Lưu Bột   | 11            | 164 TCN－153 TCN | con trai của Phụ Lăng hầu Lưu An          |
| 2                                            | Hành Sơn vương     | Lưu Tứ    | 31            | 153 TCN－122 TCN | con trai của Hoài Nam Lệ vương Lưu Trường |

## Lục An quốc
| Thứ                                  | Thụy hiệu           | Danh tính | Số năm tại vị | Thời gian tại vị | Ghi chú                             |
| Lục An quốc thời Tây Hán (121 TCN—9) |                     |           |               |                  |                                     |
| 1                                    | Lục An Cung vương   | Lưu Khánh | 38            | 121 TCN－83 TCN  | con trai của Giao Đông vương Lưu Ký |
| 2                                    | Lục An Di vương     | Lưu Lộc   | 10            | 83 TCN－73 TCN   | con trai của Lưu Khánh              |
| 3                                    | Lục An Mậu vương    | Lưu Định  | 22            | 73 TCN－50 TCN   | con trai của Lưu Lộc                |
| 4                                    | Lục An Khoảnh vương | Lưu Quang | 27            | 50 TCN－23 TCN   | con trai của Lưu Định               |
| 5                                    | Lục An vương        | Lưu Dục   | 33            | 23 TCN－9        | con trai của Lưu Quang              |

## Lương quốc

### Lương quốc (202 TCN-180 TCN)
| Thứ                                       | Thụy hiệu        | Danh tính | Số năm tại vị | Thời gian tại vị | Ghi chú                     |
| Lương quốc thời Tây Hán (202 TCN—180 TCN) |                  |           |               |                  |                             |
| 1                                         | Lương vương      | Bành Việt | 6             | 202 TCN－196 TCN | chư hầu vương khác họ       |
| 2                                         | Triệu Cung vương | Lưu Khôi  | 15            | 196 TCN－181 TCN | con trai thứ năm của Cao Đế |
| 3                                         | Lương vương      | Lã Sản    | 1             | 181 TCN－180 TCN | cháu của Lã hậu             |
| 4                                         | Lương vương      | Lưu Thái  | 1             | 180 TCN－180 TCN | con trai thứ 7 của Huệ Đế   |

### Lương quốc (178 TCN-3)
| Thứ                                 | Thụy hiệu         | Danh tính     | Số năm tại vị | Thời gian tại vị | Ghi chú                             |
| Lương quốc thời Tây Hán (178 TCN—3) |                   |               |               |                  |                                     |
| 1                                   | Lương Hoài vương  | Lưu Ấp        | 10            | 178 TCN－168 TCN | con trai thứ tư của Văn Đế Lưu Hằng |
| 2                                   | Lương Hiếu vương  | Lưu Vũ        | 25            | 168 TCN－143 TCN | con trai thứ của Văn Đế             |
| 3                                   | Lương Cung vương  | Lưu Mãi       | 7             | 143 TCN－136 TCN | con trai của Lưu Vũ                 |
| 4                                   | Lương Bình vương  | Lưu Tương     | 40            | 136 TCN－96 TCN  | con trai của Lưu Mãi                |
| 5                                   | Lương Trinh vương | Lưu Vô Thương | 11            | 96 TCN－85 TCN   | con trai của Lưu Tương              |
| 6                                   | Lương Kính vương  | Lưu Định Quốc | 40            | 85 TCN－45 TCN   | con trai của Lưu Vô Thương          |
| 7                                   | Lương Di vương    | Lưu Toại      | 6             | 45 TCN－39 TCN   | con trai của Lưu Định Quốc          |
| 8                                   | Lương Hoang vương | Lưu Gia       | 15            | 39 TCN－24 TCN   | con trai của Lưu Toại               |
| 9                                   | Lương vương       | Lưu Lập       | 27            | 24 TCN－ 3       | con trai của Lưu Gia                |

### Lương quốc (5-9)
| Thứ                           | Thụy hiệu   | Danh tính | Số năm tại vị | Thời gian tại vị | Ghi chú                                    |
| Lương quốc thời Tây Hán (5-9) |             |           |               |                  |                                            |
| 1                             | Lương vương | Lưu Âm    | 5             | 5－9             | cháu đời thứ 8 của Lương Hiếu vương Lưu Vũ |

## Hàn quốc
| Thứ                                      | Thụy hiệu | Danh tính | Số năm tại vị | Thời gian tại vị | Ghi chú               |
| Hàn quốc thời Tây Hán (205 TCN-201 TCN） |           |           |               |                  |                       |
| 1                                        | Hàn vương | Hàn Tín   | 4             | 205 TCN－201 TCN | chư hầu vương khác họ |

## Đại quốc

### Đại quốc (200 TCN-199 TCN)
| Thứ                                     | Thụy hiệu        | Danh tính | Số năm tại vị | Thời gian tại vị | Ghi chú              |
| Đại quốc thời Tây Hán (200 TCN—199 TCN) |                  |           |               |                  |                      |
| 1                                       | Đại Khoảnh vương | Lưu Trọng | 1             | 200 TCN—199 TCN  | thứ huynh của Cao Đế |

### Đại quốc (196 TCN-65 TCN)
| Thứ                                     | Thụy hiệu         | Danh tính | Số năm tại vị | Thời gian tại vị | Ghi chú                                              |
| Đại quốc thời Tây Hán (196 TCN—-65 TCN) |                   |           |               |                  |                                                      |
| 1                                       | Hiếu Văn hoàng đế | Lưu Hằng  | 17            | 196 TCN－180 TCN | con trai thứ tư của Cao Đế, sau trở thành Hán Văn Đế |
| 2                                       | Lương Hiếu vương  | Lưu Vũ    | 3             | 178 TCN－175 TCN | con trai thứ của Văn Đế                              |
| 3                                       | Đại Hiếu vương    | Lưu Tham  | 14            | 175 TCN－161 TCN | con trai thứ ba của Văn Đế                           |
| 4                                       | Đại Cung vương    | Lưu Đăng  | 29            | 161 TCN－132 TCN | con trai Lưu Tham                                    |
| 5                                       | Đại Cương vương   | Lưu Nghĩa | 38            | 132 TCN－94 TCN  | con trai Lưu Đăng                                    |
| 6                                       | Đại Khoảnh vương  | Lưu Dương | 25            | 94 TCN－69 TCN   | con trai Lưu Nghĩa                                   |
| 7                                       | Đại vương         | Lưu Niên  | 4             | 69 TCN－65 TCN   | con trai Lưu Dương                                   |

## Thái Nguyên quốc
| Thứ                                             | Thụy hiệu      | Danh tính | Số năm tại vị | Thời gian tại vị | Ghi chú                    |
| Thái Nguyên quốc thời Tây Hán (178 TCN-175 TCN) |                |           |               |                  |                            |
| 1                                               | Đại Hiếu vương | Lưu Tham  | 3             | 178 TCN－175 TCN | con trai thứ ba của Văn Đế |

## Hoài Dương quốc

### Hoài Dương quốc (187 TCN-180 TCN)
| Thứ                                            | Thụy hiệu             | Danh tính | Số năm tại vị | Thời gian tại vị | Ghi chú                     |
| Hoài Dương quốc thời Tây Hán (187 TCN-180 TCN) |                       |           |               |                  |                             |
| 1                                              | Hoài Dương Hoài vương | Lưu Cường | 4             | 187 TCN—183 TCN  | con trai thứ của Huệ Đế     |
| 2                                              | Hoài Dương vương      | Lưu Vũ    | 3             | 183 TCN—180 TCN  | con trai thứ sáu của Huệ Đế |

### Hoài Dương quốc (176 TCN-168 TCN)
| Thứ                                            | Thụy hiệu        | Danh tính | Số năm tại vị | Thời gian tại vị | Ghi chú                 |
| Hoài Dương quốc thời Tây Hán (176 TCN-168 TCN) |                  |           |               |                  |                         |
| 1                                              | Lương Hiếu vương | Lưu Vũ    | 8             | 176 TCN—168 TCN  | con trai thứ của Văn Đế |

### Hoài Dương quốc (155 TCN－153 TCN)
| Thứ                                             | Thụy hiệu     | Danh tính | Số năm tại vị | Thời gian tại vị | Ghi chú                     |
| Hoài Dương quốc thời Tây Hán (155 TCN－153 TCN) |               |           |               |                  |                             |
| 1                                               | Lỗ Cung vương | Lưu Dư    | 2             | 155 TCN－153 TCN | con trai thứ tư của Cảnh Đế |

### Hoài Dương quốc (63 TCN－9)
| Thứ                                       | Thụy hiệu             | Danh tính | Số năm tại vị | Thời gian tại vị | Ghi chú                   |
| Hoài Dương quốc thời Tây Hán (63 TCN－9） |                       |           |               |                  |                           |
| 1                                         | Hoài Dương Hiến vương | Lưu Khâm  | 36            | 63 TCN－27 TCN   | con trai thứ của Tuyên Đế |
| 2                                         | Hoài Dương Văn vương  | Lưu Huyền | 26            | 27 TCN－1 TCN    | con trai Lưu Khâm         |
| 3                                         | Hoài Dương vương      | Lưu Diễn  | 9             | 1 TCN－9         | con trai của Lưu Huyền    |

## Lỗ quốc

### Lỗ quốc (187 TCN-180 TCN)
| Thứ                                    | Thụy hiệu    | Danh tính  | Số năm tại vị | Thời gian tại vị | Ghi chú                            |
| Lỗ quốc thời Tây Hán (187 TCN-180 TCN) |              |            |               |                  |                                    |
| 1                                      | Nam Cung hầu | Trương Yển | 7             | 187 TCN－180 TCN | con Trương Ngao, cháu ngoại Cao Đế |

### Lỗ quốc (155 TCN-5 TCN)
| Thứ                                  | Thụy hiệu       | Danh tính    | Số năm tại vị | Thời gian tại vị | Ghi chú                     |
| Lỗ quốc thời Tây Hán (155 TCN-5 TCN) |                 |              |               |                  |                             |
| 1                                    | Lỗ Cung vương   | Lưu Dư       | 28            | 155 TCN－128 TCN | con trai thứ tư của Cảnh Đế |
| 2                                    | Lỗ An vương     | Lưu Quang    | 40            | 128 TCN－88 TCN  | con trai của Lưu Dư         |
| 3                                    | Lỗ Hiếu vương   | Lưu Khánh Kỵ | 37            | 88 TCN－51 TCN   | con trai của Lưu Quang      |
| 4                                    | Lỗ Khoảnh vương | Lưu Kính     | 28            | 51 TCN－23 TCN   | con trai của Lưu Khánh Kỵ   |
| 5                                    | Lỗ Văn vương    | Lưu Thoa     | 18            | 23 TCN－5 TCN    | con trai của Lưu Kính       |

### Lỗ quốc (4 TCN-9)
| Thứ                            | Thụy hiệu | Danh tính | Số năm tại vị | Thời gian tại vị | Ghi chú               |
| Lỗ quốc thời Tây Hán (4 TCN-9) |           |           |               |                  |                       |
| 1                              | Lỗ vương  | Lưu Mẫn   | 13            | 4 TCN－9         | con trai của Lưu Kính |

## Xương Ấp quốc
| Thứ                                        | Thụy hiệu         | Danh tính | Số năm tại vị | Thời gian tại vị | Ghi chú                              |
| Xương Ấp quốc thời Tây Hán (97 TCN-74 TCN) |                   |           |               |                  |                                      |
| 1                                          | Xương Ấp Ai vương | Lưu Bác   | 10            | 97 TCN－87 TCN   | con trai thứ năm của Vũ Đế Lưu Triệt |
| 2                                          | Hải Hôn hầu       | Lưu Hạ    | 13            | 87 TCN－74 TCN   | con trai của Lưu Bác                 |

## Lâm Giang quốc

### Lâm Giang quốc (155 TCN-152 TCN)
| Thứ                                           | Thụy hiệu          | Danh tính | Số năm tại vị | Thời gian tại vị | Ghi chú                     |
| Lâm Giang quốc thời Tây Hán (155 TCN-152 TCN) |                    |           |               |                  |                             |
| 1                                             | Lâm Giang Ai vương | Lưu Át    | 3             | 155 TCN－152 TCN | con trai thứ ba của Cảnh Đế |

### Lâm Giang quốc (150 TCN-147 TCN)
| Thứ                                           | Thụy hiệu           | Danh tính | Số năm tại vị | Thời gian tại vị | Ghi chú                     |
| Lâm Giang quốc thời Tây Hán (150 TCN-147 TCN) |                     |           |               |                  |                             |
| 1                                             | Lâm Giang Mẫn vương | Lưu Vinh  | 3             | 150 TCN－147 TCN | con trai trưởng của Cảnh Đế |

## Trường Sa quốc

### Trường Sa quốc (202 TCN-157 TCN)
| Thứ                                           | Thụy hiệu             | Danh tính | Số năm tại vị | Thời gian tại vị | Ghi chú               |
| Trường Sa quốc thời Tây Hán (202 TCN-156 TCN) |                       |           |               |                  |                       |
| 1                                             | Trường Sa Văn vương   | Ngô Nhuế  | 1             | 202 TCN－201 TCN | chư hầu vương khác họ |
| 2                                             | Trường Sa Thành vương | Ngô Thần  | 8             | 201 TCN－193 TCN | con trai của Ngô Nhuế |
| 3                                             | Trường Sa Ai vương    | Ngô Hồi   | 7             | 193 TCN－186 TCN | con trai của Ngô Thần |
| 4                                             | Trường Sa Cung vương  | Ngô Hữu   | 8             | 186 TCN－178 TCN | con trai của Ngô Hồi  |
| 5                                             | Trường Sa Tĩnh vương  | Ngô Trứ   | 22            | 178 TCN－157 TCN | con trai của Ngô Hữu  |

### Trường Sa quốc (155 TCN-47 TCN)
| Thứ                                          | Thụy hiệu              | Danh tính    | Số năm tại vị | Thời gian tại vị | Ghi chú                    |
| Trường Sa quốc thời Tây Hán 155 TCN-47 TCN） |                        |              |               |                  |                            |
| 1                                            | Trường Sa Định vương   | Lưu Phát     | 28            | 155 TCN－127 TCN | con trai thứ 7 của Cảnh Đế |
| 2                                            | Trường Sa Đái vương    | Lưu Dong     | 27            | 127 TCN－100 TCN | con trai của Lưu Phát      |
| 3                                            | Trường Sa Khoảnh vương | Lưu Phụ Cù   | 17            | 100 TCN－83 TCN  | con trai của Lưu Dong      |
| 4                                            | Trường Sa Lạt vương    | Lưu Kiến Đức | 34            | 83 TCN－49 TCN   | con trai của Lưu Phụ       |
| 5                                            | Trường Sa Dương vương  | Lưu Đán      | 2             | 49 TCN－47 TCN   | con trai của Lưu Kiến Đức  |

### Trường Sa quốc (45 TCN-9)
| Thứ                                    | Thụy hiệu            | Danh tính   | Số năm tại vị | Thời gian tại vị | Ghi chú                   |
| Trường Sa quốc thời Tây Hán (45 TCN-9) |                      |             |               |                  |                           |
| 1                                      | Trường Sa Hiếu vương | Lưu Tông    | 3             | 45 TCN－42 TCN   | con trai của Lưu Kiến Đức |
| 2                                      | Trường Sa Mục vương  | Lưu Lỗ Nhân | 49            | 42 TCN－7        | con trai của Lưu Tông     |
| 3                                      | Trường Sa vương      | Lưu Thuấn   | 2             | 7－9             | con trai của Lưu Lỗ Nhân  |

## Triệu quốc

### Triệu quốc (203 TCN-153 TCN)
| Thứ                                       | Thụy hiệu        | Danh tính   | Số năm tại vị | Thời gian tại vị | Ghi chú                                    |
| Triệu quốc thời Tây Hán (203 TCN-153 TCN) |                  |             |               |                  |                                            |
| 1                                         | Triệu Cảnh vương | Trương Nhĩ  | 3             | 203 TCN－201 TCN | chư hầu vương khác họ                      |
| 2                                         | Tuyên Bình vương | Trương Ngao | 3             | 201 TCN－199 TCN | con trai của Trương Nhĩ, rể của Cao Đế     |
| 3                                         | Triệu Ẩn vương   | Lưu Như Ý   | 4             | 198 TCN－194 TCN | con trai thứ ba của Cao Đế                 |
| 4                                         | Triệu U vương    | Lưu Hữu     | 13            | 194 TCN－181 TCN | con trai thứ sáu của Cao Đế                |
| 5                                         | Triệu Cung vương | Lưu Khôi    | 1             | 181 TCN－181 TCN | con trai thứ năm của Cao Đế                |
| 6                                         | Triệu vương      | Lã Lộc      | 1             | 181 TCN－180 TCN | cháu của Lã hậu, con trai của Lã Thích Chi |
| 7                                         | Triệu vương      | Lưu Toại    | 26            | 179 TCN－153 TCN | con trai của Lưu Hữu                       |

### Triệu quốc (152 TCN-68 TCN)
| Thứ                                 | Thụy hiệu            | Danh tính   | Số năm tại vị | Thời gian tại vị | Ghi chú                      |
| Triệu quốc thời Tây Hán (152 TCN-9) |                      |             |               |                  |                              |
| 1                                   | Triệu Kính Túc vương | Lưu Bành Tổ | 60            | 152 TCN－92 TCN  | con trai thứ sáu của Cảnh Đế |
| 2                                   | Triệu Khoảnh vương   | Lưu Xương   | 19            | 92 TCN－73 TCN   | con trai của Lưu Bành Tổ     |
| 3                                   | Triệu Hoài vương     | Lưu Tôn     | 5             | 73 TCN－68 TCN   | con trai của Lưu Xương       |

### Triệu quốc (66 TCN-9)
| Thứ                                | Thụy hiệu        | Danh tính | Số năm tại vị | Thời gian tại vị | Ghi chú                |
| Triệu quốc thời Tây Hán (66 TCN-9) |                  |           |               |                  |                        |
| 1                                  | Triệu Ai vương   | Lưu Cao   | 1             | 66 TCN－65 TCN   | con trai của Lưu Xương |
| 2                                  | Triệu Cung vương | Lưu Sung  | 56            | 65 TCN－9 TCN    | con trai của Lưu Cao   |
| 3                                  | Triệu vương      | Lưu Ẩn    | 19            | 9 TCN－9         | con trai của Lưu Sung  |

## Trung Sơn quốc

### Trung Sơn quốc (154 TCN=54 TCN)
| Thứ                                          | Thụy hiệu              | Danh tính  | Số năm tại vị | Thời gian tại vị | Ghi chú                    |
| Trung Sơn quốc thời Tây Hán (154 TCN-54 TCN) |                        |            |               |                  |                            |
| 1                                            | Trung Sơn Tĩnh vương   | Lưu Thắng  | 42            | 154 TCN－112 TCN | con trai thứ 7 của Cảnh Đế |
| 2                                            | Trung Sơn Ai vương     | Lưu Xương  | 1             | 112 TCN－110 TCN | con trai của Lưu Thắng     |
| 3                                            | Trung Sơn Khang vương  | Lưu Côn Xỉ | 21            | 110 TCN－89 TCN  | con trai của Lưu Xương     |
| 4                                            | Trung Sơn Khoảnh vương | Lưu Phụ    | 4             | 89 TCN－86 TCN   | con trai của Lưu Côn Xỉ    |
| 5                                            | Trung Sơn Hiến vương   | Lưu Phúc   | 17            | 86 TCN－69 TCN   | con trai của Lưu Phụ       |
| 6                                            | Trung Sơn Hoài vương   | Lưu Tuần   | 15            | 69 TCN－54 TCN   | con trai của Lưu Phúc      |

### Trung Sơn quốc (47 TCN—1 TCN)
| Thứ                                        | Thụy hiệu            | Danh tính | Số năm tại vị | Thời gian tại vị | Ghi chú                                          |
| Trung Sơn quốc thời Tây Hán (47 TCN-1 TCN) |                      |           |               |                  |                                                  |
| 1                                          | Trung Sơn Ai vương   | Lưu Cánh  | 13            | 47 TCN－34 TCN   | con trai thứ năm của Tuyên Đế                    |
| 2                                          | Trung Sơn Hiếu vương | Lưu Hưng  | 30            | 37 TCN－7 TCN    | con trai thứ ba của Nguyên Đế Lưu Thích          |
| 3                                          | Trung Sơn vương      | Lưu Cơ Tử | 6             | 7 TCN－1 TCN     | con trai của Lưu Hưng, sau trở thành Hán Bình Đế |

### Trung Sơn quốc (1-9)
| Thứ                              | Thụy hiệu       | Danh tính    | Số năm tại vị | Thời gian tại vị | Ghi chú                                                    |
| Trung Sơn quốc thời Tây Hán 1—9) |                 |              |               |                  |                                                            |
| 1                                | Trung Sơn vương | Lưu Thành Đô | 8             | 1－9             | cháu nội Đông Bình Tư vương Lưu Vũ, con trai của Lưu Tuyên |

## Hà Gian quốc

### Hà Gian quốc (178 TCN-164 TCN)
| Thứ                                         | Thụy hiệu         | Danh tính      | Số năm tại vị | Thời gian tại vị | Ghi chú                          |
| Hà Gian quốc thời Tây Hán (178 TCN-164 TCN) |                   |                |               |                  |                                  |
| 1                                           | Hà Gian Văn vương | Lưu Tích Cương | 13            | 178 TCN－165 TCN | con trai của Triệu vương Lưu Hữu |
| 2                                           | Hà Gian Ai vương  | Lưu Phúc       | 1             | 165 TCN－164 TCN | con trai của Lưu Tích Cường      |

### Hà Gian quốc (155 TCN-37 TCN)
| Thứ                                   | Thụy hiệu            | Danh tính               | Số năm tại vị | Thời gian tại vị | Ghi chú                  |
| Hà Gian quốc thời Tây Hán (155 TCN-9) |                      |                         |               |                  |                          |
| 1                                     | Hà Gian Hiến vương   | Lưu Đức                 | 26            | 155 TCN－129 TCN | con trai thứ của Cảnh Đế |
| 2                                     | Hà Gian Cung vương   | Lưu Bất Hại/Lưu Bất Chu | 4             | 129 TCN－125 TCN | con trai của Lưu Đức     |
| 3                                     | Hà Gian Cương vương  | Lưu Kham/Lưu Cơ         | 12            | 125 TCN－113 TCN | con trai của Lưu Bất Hại |
| 4                                     | Hà Gian Khoảnh vương | Lưu Thụ/Lưu Hoãn        | 16            | 113 TCN－97 TCN  | con trai của Lưu Cơ      |
| 5                                     | Hà Gian Hiếu vương   | Lưu Khánh               | 43            | 97 TCN－54 TCN   | con trai của Lưu Thụ     |
| 6                                     | Hà Gian vương        | Lưu Nguyên              | 17            | 54 TCN－37 TCN   | con trai của Lưu Khánh   |

### Hà Gian quốc (32 TCN-9)
| Thứ                                  | Thụy hiệu         | Danh tính  | Số năm tại vị | Thời gian tại vị | Ghi chú                |
| Hà Gian quốc thời Tây Hán (32 TCN—9) |                   |            |               |                  |                        |
| 1                                    | Hà Gian Huệ vương | Lưu Lương  | 27            | 32 TCN－5 TCN    | con trai của Lưu Khánh |
| 2                                    | Hà Gian vương     | Lưu Thượng | 14            | 5 TCN－9         | con trai của Lưu Lương |

## Thanh Hà quốc
| Thứ                                          | Thụy hiệu         | Danh tính | Số năm tại vị | Thời gian tại vị | Ghi chú                     |
| Thanh Hà quốc thời Tây Hán (147 TCN-135 TCN) |                   |           |               |                  |                             |
| 1                                            | Thanh Hà Ai vương | Lưu Thừa  | 12            | 147 TCN－135 TCN | con trai thứ 13 của Cảnh Đế |

## Hằng Sơn quốc,Thường Sơn quốc
Dọ kị húy Hán Văn Đế Lưu Hằng nên đã đổi Hằng Sơn thành Thường Sơn

### Hằng Sơn quốc (187 TCN-180 TCN)
| Thứ                                          | Thụy hiệu         | Danh tính    | Số năm tại vị | Thời gian tại vị | Ghi chú                                            |
| Hằng Sơn quốc thời Tây Hán (187 TCN-180 TCN) |                   |              |               |                  |                                                    |
| 1                                            | Hằng Sơn Ai vương | Lưu Bất Nghi | 1             | 187 TCN－186 TCN | con trai thứ ba của Huệ Đế                         |
| 2                                            | Hậu Thiếu Đế      | Lưu Hồng     | 2             | 186 TCN－184 TCN | con trai thứ tư của Huệ Đế, sau trở thành Thiếu Đế |
| 3                                            | Hằng Sơn vương    | Lưu Triêu    | 4             | 184 TCN－180 TCN | con trai thứ năm của Cảnh Đế                       |

### Thường Sơn quốc (145 TCN-113 TCN)
| Thứ                                            | Thụy hiệu             | Danh tính | Số năm tại vị | Thời gian tại vị | Ghi chú                     |
| Thường Sơn quốc thời Tây Hán (145 TCN-113 TCN) |                       |           |               |                  |                             |
| 1                                              | Thường Sơn Hiến vương | Lưu Thuấn | 31            | 145 TCN－114 TCN | con trai thứ 14 của Cảnh Đế |
| 2                                              | Thường Sơn vương      | Lưu Bột   | 1             | 114 TCN－113 TCN | con trai của Lưu Thuấn      |

## Chân Định quốc
| Thứ                                     | Thụy hiệu              | Danh tính | Số năm tại vị | Thời gian tại vị | Ghi chú                                      |
| Chân Định quốc thời Tây Hán (114 TCN-9) |                        |           |               |                  |                                              |
| 1                                       | Chân Định Khoảnh vương | Lưu Bình  | 25            | 114 TCN－89 TCN  | con trai của Thường Sơn Hiến vương Lưu Thuấn |
| 2                                       | Chân Định Liệt vương   | Lưu Yển   | 18            | 89 TCN－71 TCN   | con trai của Lưu Bình                        |
| 3                                       | Chân Định Hiếu vương   | Lưu Do    | 22            | 71 TCN－49 TCN   | con trai của Lưu Yển                         |
| 4                                       | Chân Định An vương     | Lưu Ung   | 26            | 49 TCN－22 TCN   | con trai của Lưu Do                          |
| 5                                       | Chân Định Cung vương   | Lưu Phổ   | 15            | 22 TCN－7 TCN    | con trai của Lưu Ung                         |
| 6                                       | Chân Định vương        | Lưu Dương | 16            | 7 TCN－9         | con trai của Lưu Phổ                         |

## Tứ Thủy quốc
| Thứ                                   | Thụy hiệu         | Danh tính  | Số năm tại vị | Thời gian tại vị | Ghi chú                                      |
| Tứ Thủy quốc thời Tây Hán (114 TCN-9) |                   |            |               |                  |                                              |
| 1                                     | Tứ Thủy Tư vương  | Lưu Thương | 12            | 114 TCN－103 TCN | con trai của Thường Sơn Hiến vương Lưu Thuấn |
| 2                                     | Tứ Thủy Ai vương  | Lưu An Thế | 1             | 103 TCN－102 TCN | con trai của Lưu Thương                      |
| 3                                     | Tứ Thủy Đái vương | Lưu Hạ     | 22            | 102 TCN－80 TCN  | con trai của Lưu Thương                      |
| 4                                     | Tứ Thủy Cần vương | Lưu Huyên  | 39            | 80 TCN－41 TCN   | con trai của Lưu Hạ                          |
| 5                                     | Tứ Thủy Lệ vương  | Lưu Tuấn   | 31            | 41 TCN－10 TCN   | con trai của Lưu Huyên                       |
| 6                                     | Tứ Thủy vương     | Lưu Tĩnh   | 19            | 10 TCN－9        | con trai của Lưu Tuấn                        |

## Quảng Lăng quốc

### Quảng Lăng quốc (117 TCN-54 TCN)
| Thứ                                           | Thụy hiệu           | Danh tính | Số năm tại vị | Thời gian tại vị | Ghi chú                   |
| Quảng Lăng quốc thời Tây Hán (117 TCN-54 TCN) |                     |           |               |                  |                           |
| 1                                             | Quảng Lăng Lệ vương | Lưu Tư    | 64            | 117 TCN-54 TCN   | con trai thứ tư của Vũ Đế |

### Quảng Lăng quốc (47 TCN-17 TCN)
| Thứ                                          | Thụy hiệu             | Danh tính | Số năm tại vị | Thời gian tại vị | Ghi chú             |
| Quảng Lăng quốc thời Tây Hán (47 TCN-17 TCN) |                       |           |               |                  |                     |
| 1                                            | Quảng Lăng Hiếu vương | Lưu Bá    | 13            | 47 TCN－34 TCN   | con trai Lưu Tư     |
| 2                                            | Quảng Lăng Cung vương | Lưu Ý     | 3             | 34 TCN－31 TCN   | con trai của Lưu Bá |
| 3                                            | Quảng Lăng Ai vương   | Lưu Hộ    | 16            | 31 TCN－17 TCN   | con trai Lưu Ý      |

### Quảng Lăng quốc (11 TCN-9)
| Thứ                                     | Thụy hiệu             | Danh tính | Số năm tại vị | Thời gian tại vị | Ghi chú              |
| Quảng Lăng quốc thời Tây Hán (11 TCN-9) |                       |           |               |                  |                      |
| 1                                       | Quảng Lăng Tĩnh vương | Lưu Thủ   | 18            | 11 TCN－7        | con trai của Lưu Bá  |
| 2                                       | Quảng Lăng vương      | Lưu Hoành | 3             | 7－9             | con trai của Lưu Thủ |

## Cao Mật quốc
| Thứ                                  | Thụy hiệu            | Danh tính  | Số năm tại vị | Thời gian tại vị | Ghi chú                              |
| Cao Mật quốc thới Tây Hán (73 TCN-9) |                      |            |               |                  |                                      |
| 1                                    | Cao Mật Ai vương     | Lưu Hồng   | 9             | 73 TCN－65 TCN   | con trai của Quảng Lăng vương Lưu Tư |
| 2                                    | Cao Mật Khoảnh vương | Lưu Chương | 33            | 65 TCN－31 TCN   | con trai của Lưu Hoành               |
| 3                                    | Cao Mật Hoài vương   | Lưu Khoan  | 11            | 31 TCN－20 TCN   | con trai của Lưu Chương              |
| 4                                    | Cao Mật vương        | Lưu Thận   | 29            | 20 TCN－9        | con trai của Lưu Khoan               |

## Định Đào quốc

### Định Đào quốc (52 TCN—50 TCN)
| Thứ                                        | Thụy hiệu     | Danh tính | Số năm tại vị | Thời gian tại vị | Ghi chú                      |
| Định Đào quốc thời Tây Hán (52 TCN-50 TCN) |               |           |               |                  |                              |
| 1                                          | Sở Hiếu vương | Lưu Hiêu  | 2             | 52 TCN－50 TCN   | con trai thứ tư của Tuyên Đế |

### Định Đào quốc (41 TCN-5 TCN)
| Thứ                                         | Thụy hiệu           | Danh tính | Số năm tại vị | Thời gian tại vị | Ghi chú                                         |
| Định Đào quốc thời Tây Hán （41 TCN-8 TCN） |                     |           |               |                  |                                                 |
| 1                                           | Định Đào Cung vương | Lưu Khang | 19            | 41 TCN－22 TCN   | con trai thứ của Nguyên Đế                      |
| 2                                           | Hiếu Ai hoàng đế    | Lưu Hân   | 14            | 22 TCN－8 TCN    | con trai của Lưu Khang, sau trở thành Hán Ai Đế |
| 3                                           | Tín Đô vương        | Lưu Cảnh  | 3             | 8 TCN－5 TCN     | con trai của Sở Tư vương Lưu Diễn               |

## Quang Xuyên quốc

### Quảng Xuyên quốc (155 TCN-152 TCN)
| Thứ                                             | Thụy hiệu            | Danh tính   | Số năm tại vị | Thời gian tại vị | Ghi chú                      |
| Quảng Xuyên quốc thời Tây Hán (155 TCN-152 TCN) |                      |             |               |                  |                              |
| 1                                               | Triệu Kính Túc vương | Lưu Bành Tổ | 3             | 155 TCN－152 TCN | con trai thứ sáu của Cảnh Đế |

### Quảng Xuyên quốc (148 TCN-70 TCN)
| Thứ                                            | Thụy hiệu             | Danh tính | Số năm tại vị | Thời gian tại vị | Ghi chú                |
| Quảng Xuyên quốc thời Tây Hán (148 TCN-70 TCN) |                       |           |               |                  |                        |
| 1                                              | Quảng Xuyên Huệ vương | Lưu Việt  | 13            | 148 TCN－136 TCN | con thứ 11 của Cảnh Đế |
| 2                                              | Quảng Xuyên Mục vương | Lưu Tề    | 44            | 136 TCN－91 TCN  | con trai của Lưu Việt  |
| 3                                              | Quảng Xuyên vương     | Lưu Khứ   | 22            | 91 TCN－70 TCN   | con trai Lưu Tề        |

### Quảng Xuyên quốc (66 TCN-50 TCN)
| Thứ                                            | Thụy hiệu             | Danh tính     | Số năm tại vị | Thời gian tại vị | Ghi chú               |
| Quảng Xuyên vương thời Tây Hán (66 TCN-50 TCN) |                       |               |               |                  |                       |
| 1                                              | Quảng Xuyên Đái vương | Lưu Văn       | 2             | 66 TCN－64 TCN   | con trai của Lưu Việt |
| 2                                              | Quảng Xuyên vương     | Lưu Hải Dương | 15            | 64 TCN－50 TCN   | con trai của Lưu Văn  |

## Bình Can quốc
| Thứ                                        | Thụy hiệu             | Danh tính  | Số năm tại vị | Thời gian tại vị | Ghi chú                  |
| Bình Can quốc thời Tây Hán (91 TCN-55 TCN) |                       |            |               |                  |                          |
| 1                                          | Bình Can Khoảnh vương | Lưu Yển    | 11            | 91 TCN－80 TCN   | con trai của Lưu Bành Tổ |
| 2                                          | Bình Can Mục vương    | Lưu Nguyên | 25            | 80 TCN－55 TCN   | con trai của Lưu Yển     |

## Quảng Bình quốc
| Thứ                                     | Thụy hiệu        | Danh tính     | Số năm tại vị | Thời gian tại vị | Ghi chú                                    |
| Quảng Bình quốc thời Tây Hán (4 TCN－9) |                  |               |               |                  |                                            |
| 1                                       | Quảng Bình vương | Lưu Quảng Hán | 13            | 4 TCN－9         | cháu nội của Trung Sơn Hiến vương Lưu Phúc |

## Tín Đô quốc

### Tín Đô quốc (37 TCN-23 TCN)
| Thứ                                       | Thụy hiệu            | Danh tính | Số năm tại vị | Thời gian tại vị | Ghi chú                       |
| Tín Đô quốc thời Tây Hán (37 TCN－23 TCN) |                      |           |               |                  |                               |
| 1                                         | Trung Sơn Hiếu vương | Lưu Hưng  | 14            | 37 TCN－23 TCN   | con trai thứ ba của Nguyên Đế |

### Tín Đô quốc (5 TCN－9)
| Thứ                                | Thụy hiệu    | Danh tính | Số năm tại vị | Thời gian tại vị | Ghi chú                           |
| Tín Đô quốc thời Tây Hán (5 TCN-9) |              |           |               |                  |                                   |
| 1                                  | Tín Đô vương | Lưu Cảnh  | 13            | 5 TCN－9         | con trai của Sở Tư vương Lưu Diễn |

## Đông Bình quốc

### Đông Bình quốc (52 TCN-4 TCN)
| Thứ                                        | Thụy hiệu             | Danh tính | Số năm tại vị | Thời gian tại vị | Ghi chú                      |
| Đông Bình quốc thời Tây Hán (52 TCN-4 TCN) |                       |           |               |                  |                              |
| 1                                          | Đông Bình Tư vương    | Lưu Vũ    | 32            | 52 TCN－20 TCN   | con trai thứ ba của Tuyên Đế |
| 2                                          | Đông Bình Dương vương | Lưu Vân   | 17            | 20 TCN－4 TCN    | con trai của Lưu Vũ          |

### Đông Bình quốc (1-7)
| Thứ                               | Thụy hiệu       | Danh tính     | Số năm tại vị | Thời gian tại vị | Ghi chú                                    |
| Đông Bình quốc thời Tây Hán (1-7) |                 |               |               |                  |                                            |
| 3                                 | Đông Bình vương | Lưu Khai Minh | 5             | 1－6             | con trai của Lưu Vân                       |
| 4                                 | Đông Bình vương | Lưu Khuông    | 1             | 6－7             | cháu nội của Lưu Vân, con trai của Lưu Tín |

## Tế Đông quốc
| Thứ                                         | Thụy hiệu     | Danh tính   | Số năm tại vị | Thời gian tại vị | Ghi chú                         |
| Tế Đông quốc thời Tây Hán (144 TCN—115 TCN) |               |             |               |                  |                                 |
| 1                                           | Tế Đông vương | Lưu Bành Ly | 29            | 144 TCN－115 TCN | con trai của Lương vương Lưu Vũ |

## Giang Đô quốc
| Thứ                                          | Thụy hiệu           | Danh tính | Số năm tại vị | Thời gian tại vị | Ghi chú                      |
| Giang Đô quốc thời Tây Hán (153 TCN-121 TCN) |                     |           |               |                  |                              |
| 1                                            | Giang Đô Dịch vương | Lưu Phi   | 27            | 153 TCN－127 TCN | con trai thứ năm của Cảnh Đế |
| 2                                            | Giang Đô vương      | Lưu Kiến  | 6             | 127 TCN－121 TCN | con trai của Lưu Phi         |

## Sơn Dương quận

### Sơn Dương quốc (144 TCN-135 TCN)
| Thứ                                           | Thụy hiệu          | Danh tính | Số năm tại vị | Thời gian tại vị | Ghi chú                         |
| Sơn Dương quốc thời Tây Hán (144 TCN-135 TCN) |                    |           |               |                  |                                 |
| 1                                             | Sơn Dương Ai vương | Lưu Định  | 9             | 144 TCN－135 TCN | con trai của Lương vương Lưu Vũ |

### Sơn Dương quốc (33 TCN-25 TCN)
| Thứ                                         | Thụy hiệu           | Danh tính | Số năm tại vị | Thời gian tại vị | Ghi chú               |
| Sơn Dương quốc thời Tây Hán (33 TCN-25 TCN) |                     |           |               |                  |                       |
| 1                                           | Định Đào Cung vương | Lưu Khang | 8             | 33 TCN－25 TCN   | con thứ của Nguyên Đế |

## Tế Dương quốc
| Thứ                                        | Thụy hiệu           | Danh tính | Số năm tại vị | Thời gian tại vị | Ghi chú                    |
| Tế Dương quốc thời Tây Hán (41 TCN-33 TCN) |                     |           |               |                  |                            |
| 1                                          | Định Đào Cung vương | Lưu Khang | 8             | 41 TCN-33 TCN    | con trai thứ của Nguyên Đế |

## Tế Âm quốc
| Thứ                                       | Thụy hiệu      | Danh tính    | Số năm tại vị | Thời gian tại vị | Ghi chú                         |
| Tế Âm quốc thời Tây Hán (144 TCN-142 TCN) |                |              |               |                  |                                 |
| 1                                         | Tế Âm Ai vương | Lưu Bất Thức | 2             | 144 TCN－142 TCN | con trai của Lương vương Lưu Vũ |

## Nhữ Nam quốc
| Thứ                                         | Thụy hiệu           | Danh tính | Số năm tại vị | Thời gian tại vị | Ghi chú                      |
| Nhữ Nam quốc thời Tây Hán (155 TCN-153 TCN) |                     |           |               |                  |                              |
| 1                                           | Giang Đô Dịch vương | Lưu Phi   | 2             | 155 TCN－153 TCN | con trai thứ năm của Cảnh Đế |

## Tế Xuyên quốc

### Tế Xuyên quốc (181 TCN-180 TCN)
| Thứ                                           | Thụy hiệu   | Danh tính | Số năm tại vị | Thời gian tại vị | Ghi chú                    |
| Tế Xuyên vương thời Tây Hán (181 TCN-180 TCN) |             |           |               |                  |                            |
| 1                                             | Lương vương | Lưu Thái  | 1             | 181 TCN-180 TCN  | con trai thứ 7 của Cảnh Đế |

### Tế Xuyên quốc (144 TCN-138 TCN)
| Thứ                                          | Thụy hiệu      | Danh tính | Số năm tại vị | Thời gian tại vị | Ghi chú                         |
| Tế Xuyên quốc thời Tây Hán (144 TCN-138 TCN) |                |           |               |                  |                                 |
| 1                                            | Tế Xuyên vương | Lưu Minh  | 6             | 144 TCN—138 TCN  | con trai của Lương vương Lưu Vũ |

## Quảng Đức quốc

### Quảng Đức quốc (19 TCN-18 TCN)
| Thứ                                         | Thụy hiệu          | Danh tính     | Số năm tại vị | Thời gian tại vị | Ghi chú                                 |
| Quảng Đức quốc thời Tây Hán (19 TCN-18 TCN) |                    |               |               |                  |                                         |
| 1                                           | Quảng Đức Di vương | Lưu Vân Khách | 1             | 19 TCN－18 TCN   | chắt của Trung Sơn Khoảnh vương Lưu Phụ |

### Quảng Đức quốc (2-9)
| Thứ                                | Thụy hiệu            | Danh tính              | Số năm tại vị | Thời gian tại vị | Ghi chú                                 |
| Quảng Đức quốc thời Tây Hán (2－6) |                      |                        |               |                  |                                         |
| 1                                  | Quảng Đức Tĩnh vương | Lưu Du/Lưu Luân/Lưu Dũ | 4             | 2－6             | chắt của Quảng Xuyên Huệ vương Lưu Việt |
| 2                                  | Quảng Đức vương      | Lưu Xích               | 3             | 6－9             | con trai của Lưu Du                     |

## Quảng Tông quốc
| Thứ                                 | Thụy hiệu        | Danh tính | Số năm tại vị | Thời gian tại vị | Ghi chú                                      |
| Quảng Tông quốc thời Tây Hán (2-9） |                  |           |               |                  |                                              |
| 1                                   | Quảng Tông vương | Lưu Như Ý | 7             | 2-9              | cháu đời thứ sáu của Đại Hiếu vương Lưu Tham |

## Quảng Thế quốc
| Thứ                              | Thụy hiệu       | Danh tính | Số năm tại vị | Thời gian tại vị | Ghi chú                              |
| Lưu Thế quốc thời Tây Hán (2－9) |                 |           |               |                  |                                      |
| 1                                | Quảng Thế vương | Lưu Cung  | 7             | 2－9             | chắt của Giang Đô Dịch vương Lưu Phi |

## Phục ngoại chư vương

### Nam Việt
| Thứ                              | Thụy hiệu                            | Danh tính      | Số năm tại vị | Thời gian tại vị | Ghi chú |
| Nam Việt quốc 203 TCN－111 TCN） |                                      |                |               |                  |         |
| 1                                | Nam Việt Vũ vương (Nam Việt Vũ Đế)   | Triệu Đà       | 66            | 203 TCN-137 TCN  |         |
| 2                                | Nam Việt Văn vương (Nam Việt Văn Đế) | Triệu Hồ       | 15            | 137 TCN-122 TCN  |         |
| 3                                | Nam Việt Minh vương                  | Triệu Anh Tề   | 7             | 122 TCN-115 TCN  |         |
| 4                                | Nam Việt Ai vương                    | Triệu Hưng     | 3             | 115 TCN-112 TCN  |         |
| 5                                | Nam Việt vương                       | Triệu Kiến Đức | 1             | 112 TCN-111 TCN  |         |

### Đông Âu
| Thứ                             | Thụy hiệu      | Danh tính     | Số năm tại vị | Thời gian tại vị | Ghi chú |
| Đông Âu quốc (191 TCN－138 TCN) |                |               |               |                  |         |
| 1                               | Đông Hải vương | Sô Dao        | 6             | 191 TCN－185 TCN |         |
| 2                               | Đông Hải vương | Sô Trinh Phục | 47            | 185 TCN－138 TCN |         |
| 3                               | Đông Hải vương | Sô Vọng       | 1             | 138 TCN－138 TCN |         |

### Mân Việt
| Thứ                              | Thụy hiệu                         | Danh tính   | Số năm tại vị | Thời gian tại vị        | Ghi chú |
| Mân Việt quốc (202 TCN－110 TCN) |                                   |             |               |                         |         |
|                                  | Mân Việt vương                    | Sô Vô Chư   |               | 202 TCN－？             |         |
|                                  | Mân Việt vương                    | Sô Dĩnh     |               | ？－135 TCN             |         |
|                                  | Dao vương                         | Sô Sửu      | khoảng 15     | 135 TCN－khoảng 120 TCN |         |
|                                  | Dao vương                         | Sô Cư Cổ    | khoảng 10     | khoảng 120 TCN－110 TCN |         |
|                                  | Đông Việt vương (Đông Việt Vũ đế) | Sô Dư Thiện | 25            | 135 TCN－110 TCN        |         |

### Nam Hải
| Thứ                                                       | Thụy hiệu     | Danh tính | Số năm tại vị    | Thời gian tại vị                          | Ghi chú |
| Nam Hải quốc (195 TCN－ trong khoảng 179 TCN đến 174 TCN) |               |           |                  |                                           |         |
| 1                                                         | Nam Hải vương | Chức      | khoảng 16 đến 21 | 195 TCN－trong khoảng 179 TCN đến 174 TCN |         |